# 異雀四
天燕座γ，又名CP-78 1103，HD 147675、SAO 257407、HR 6102，是天燕座的一颗恒星，视星等为3.89，位于銀經312.69，銀緯-20.51，其B1900.0坐标为赤經16h 18m 6s，赤緯-78° -20.51′ 21″。